# Šiba
Šiba je obec na Slovensku v okrese Bardejov. Žije zde 633 obyvatel, první písemná zmínka pochází z roku 1427. Nachází se zde římskokatolický kostel svatých Kosmy a Damiána z let 1986 až 1991.